# Bror Hansson (uppfinnare)
Bror Olov Nikolaus Hansson, född den 5 januari 1900 i Bollnäs, död 1983, var en svensk företagsledare och uppfinnare.  

## Biografi
Hansson utexaminerades från Kungliga Tekniska Högskolan i Stockholm 1922. Han var mellan 1924 och 1928 ingenjör vid Sieverts Kabelverk. År 1928-1929 var Hansson anställd vid Commonwealth Edison i Chicago i USA. År 1929 kom han till AB Liljeholmens Kabelfabrik i Stockholm där han blev överingenjör 1930 och var verkställande direktör åren 1954–1965. Därefter var han till 1967 verkställande direktör i AB Elektrokoppar i Helsingborg. Hansson var styrelseledamot i nämnt bolag från 1954.
Under många år var Hansson styrelseledamot i AB Liljeholmens Kabelfabrik, Bjurhagens Fabriker AB och Nordiska Instrument Wibom & Son KB. Han innehade patent och publicerade uppsatser i Sverige och utomlands, huvudsakligen inom elektrotekniska områden.

## Privatliv
Hansson var son till direktören Nils Hansson och Sigrid Olsson samt bror till civilingenjören Hans Hansson och arkitekten Nils Hansson. 
Han var gift med Gudrun Hansson, som var dotter till Knut R. Stanler. De var föräldrar till tre söner.